# Nossa Senhora de Vagos

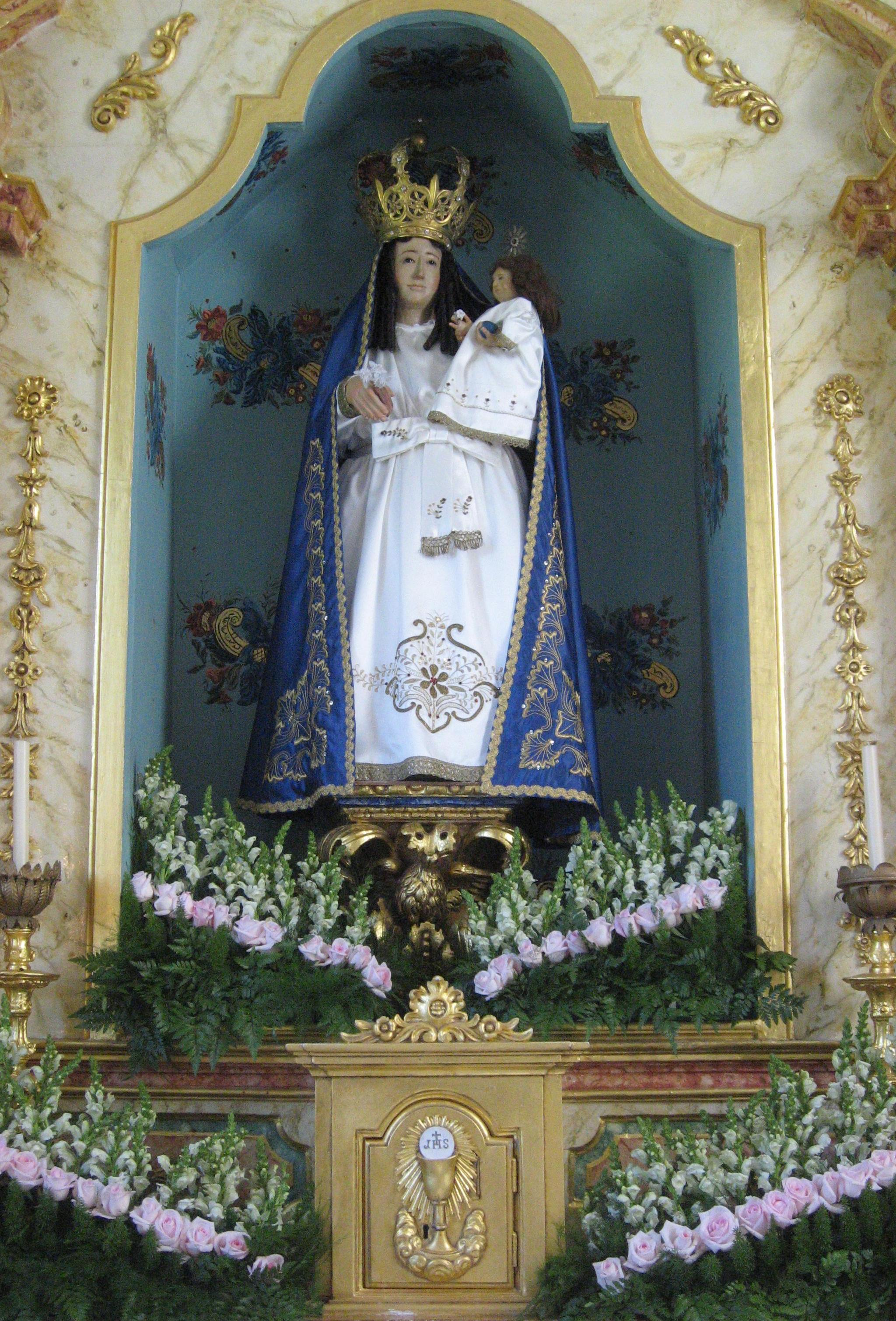
A veneranda imagem de Nossa Senhora de Vagos.

Nossa Senhora de Vagos (ou Santa Maria de Vagos) é uma designação pela qual é conhecida, na Igreja Católica na região de Vagos, em Portugal, a Virgem Maria, mãe de Jesus, pelos católicos ou outras pessoas que lhe tem devoção. O santuário fica situado na vila portuguesa de Vagos é um local de devoção popular mariana e centro de peregrinações que remonta aos meados do século XVI. Todavia, o aspecto global que hoje apresenta provém de várias remodelações efectuadas ao longo dos séculos. As invocações da Mãe de Jesus neste local tem as suas origens nos primórdios da nacionalidade portuguesa. Todos os documentos escritos, desde Abril de 1190 a 22 de Fevereiro de 1505, registam invariavelmente que existia uma ermida ou igreja, que ao longo dos séculos teve várias invocações: Nossa Senhora das Cerejas, Nossa Senhora do Bodo, Nossa Senhora da Conceição, da Rosa, Santa Maria de Vagos e recentemente Nossa Senhora de Vagos.
Em 18 de Janeiro de 1537 surge pela primeira vez nas fontes históricas o título de Nossa Senhora da Conceição de Vagos. Sobre a localização exacta da primeira ermida a tradição oral e escrita aconchega-se às Paredes da Torre. A inscrição lapidar parece identificar uma antiga construção no século XII.
Quanto á origem do santuário existem dúvidas e várias lendas, mas existem documentos autenticando que o primitivo Santuário e o culto aí promovido remonta à fundação da nacionalidade. Em Abril de 1190, entre títulos e doações e de outros bens pertencentes ao Couto de São Romão de Vagos, surge no Arquivo da Torre do Tombo uma carta na qual D. Fernando Joanes e sua mulher D. Maria Mendes fazem doação à igreja e com todo o seu couto, montes, fontes, prados e caminhos.

## A Lenda das Origens da Imagem e da Ermida
Cerca do ano 1185, sendo então rei de Portugal Sancho I, um navio gaulês fustigado por vagas alterosas naufraga perto da costa dos extensos areais de “Vacuus”. De toda a carga salva-se apenas uma valiosa escultura de Santa Maria com o Menino Jesus ao colo e uma rosa na mão direita. Avançando pelo areal adentro os náufragos sobreviventes deparam a uns quilómetros da praia um tufo arbóreo verdejante. É nele que ocultam da avidez dos piratas e mouros a santa imagem que transportam consigo. Envolvida no mando entretecido ali a deixam, e partem para a Esgueira, a mais destacada povoação daqueles tempos remotos. Ali suplicam ao sacerdote da terra que organize uma procissão solene a fim de trazer a imagem para a igreja local. Revestidos de festa, dirigem-se ao local assinalado, mas nada encontram apesar de buscas minuciosas e persistentes. Segundo a lenda, o sítio exacto do escondimento da imagem é revelado em sonhos a um lavrador corcunda. Estes, depois de ter sido miraculosamente curado, decide a expensas suas construir a primitiva ermida. 

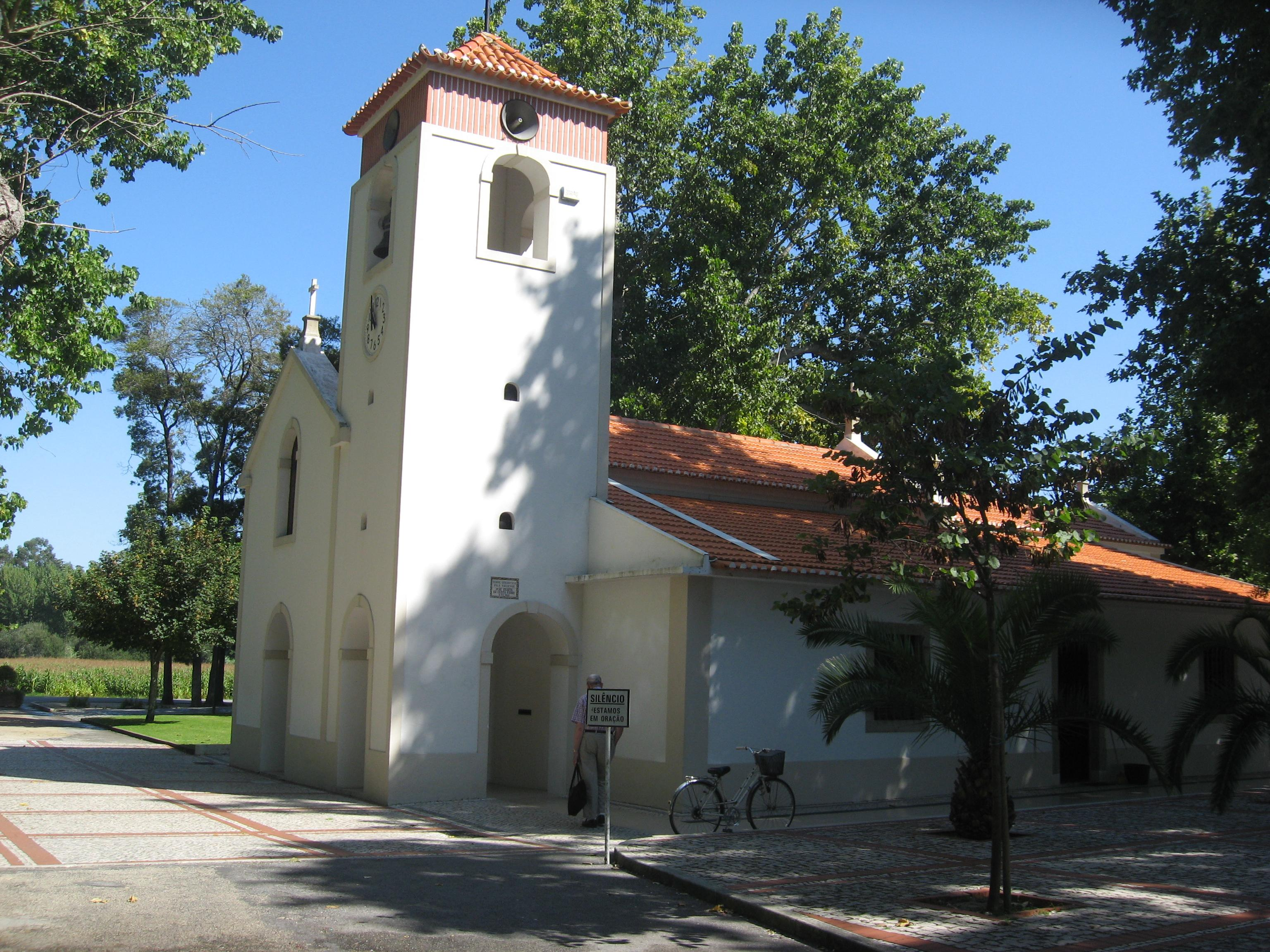
A Ermida de Nossa Senhora de Vagos.

Tomando conhecimento deste facto em Viseu, D. Sancho I, mediante um sonho e inspirado pela Virgem Maria enceta numa peregrinação até terras de Vagos. É por ordem régia que ali se constrói uma ermida e perto dela uma torre militar em forma quadrada para defesa dos ermitões e devotos. O rei dota o santuário de propriedades e rendas, e faz doação do mesmo aos frades de Grijó. Os sucessivos priores do Mosteiro de Grijó, entre 1200 a 1834, assumem o encargo de nomear presbíteros para o serviço pastoral do Santuário. Este tinha o título de ‘Administrador Perpétuo da Comenda de Santa Maria de Vagos.